# MFR-vaccine
MFR-vaccine er en immunvaccine mod mæslinger, fåresyge og røde hunde. Det består af en blanding af levende svækkede vira fra de tre sygdomme som gives ved injektion. Den blev første gang udviklet af Maurice Hilleman, mens han var ved Merck & Co..
En licenseret vaccine til forebyggelse af mæslinger blev først tilgængelig i 1963 og en forbedret udgave blev tilgængelig i 1968. Vacciner mod fåresyge og røde hunde blev tilgængelige i 1967 og 1969. De tre vacciner mod mæslinger, fåresyge og røde hunde blev i 1971 kombineret til en MFR-vaccine. MFR-vaccine blev dog først introduceret i det danske børnevaccinationsprogram fra 1 januar 1987. 
MFR-vaccine gives normalt til børn omkring  15 måneders-alderen og anden vaccine gives ved 4 års-alderen.  Den anden dose giver immunitet hos de 2-5 %, som ikke udvikler immunitet efter den første vaccination. I USA blev vaccinen licenseret i 1971 og anden vaccination blev introduceret i 1989.
MFR-vaccine bruges bredt omkring i verden siden introduktionen af de første udgaver i 1970'erne, over 500 millioner doser er blevet brugt i over 60 lande. Vaccinen sælges af Merck & Co. som M-M-R II, GlaxoSmithKline Biologicals som Priorix, Serum Institute of India som Tresivac og Sanofi Pasteur som Trimovax.
Den betragtes almindeligvis som en børnevaccine. Til trods for dette er den i nogle tilfælde også anbefalelsesværdig for voksne med HIV.

## Ekstern henvisning
- Vaccine Information Statement from the U.S. Center for Disease Control